# Luís Plumacher
Né le 17 mars 1983, Luis Plumacher est un karatéka vénézuélien surtout connu pour avoir remporté le titre de champion du monde aux championnats du monde de karaté 2004 en kumite individuel masculin.

## Palmarès
- 2004 :  médaille d'or en kumite individuel masculin moins de 65 kilos aux championnats du monde de karaté 2004 à Monterrey, au Mexique[2].
- 2006 :  Médaille d'argent en kumite individuel masculin moins de 65 kilos aux championnats du monde de karaté 2006 à Tampere, en Finlande[3].